# Пелагий (префект претория)
Пелагий (лат. Pelagius; умер не ранее 477) — префект претория при правителе Италии Одоакре (упоминается в 477 году).

## Биография
Единственный раннесредневековый исторический источник о Пелагии — «Житие святого Епифания» Магна Феликса Эннодия.
Происхождение Пелагия достоверно не известно. Предполагается, что он принадлежал к итальянской знати, но вряд ли к какой-нибудь из сенаторских семей, так как о его родственных связях сведения отсутствуют. Возможно, родным городом Пелагия был Рим.
В «Житии святого Епифания» сообщается, что префект претория Пелагий удвоил налоги в Лигурии: как для жителей, так и для владельцев недвижимого имущества (в том числе, церковного). Так как епископ Епифаний Павийский имел в этом регионе Апеннинского полуострова владения, он пожаловался на действия чиновника королю Одоакру. Правитель Италии поддержал в этом конфликте епископа, бывшего одним из лидеров ортодоксальных христиан Италии, и по его приказу Пелагий был арестован. Также по просьбе епископа Епифания Одоакр на 5 лет отменил взимание налогов с жителей Павии, так как их-за недавних военных действий благосостояние горожан пришло в полный упадок.
По утверждению Эннодия, Епифаний Павийский обращался к Одоакру за помощью вскоре после захвата тем в 476 году Павии. Современные нам историки датируют это событие приблизительно 477 годом. Пелагий — первый известный из источников префект претория Италии в правление Одоакра. Предшествовашим ему известным префектом претория был занимавший эту должность в 473 году Феликс Гимилькон, следующим — упоминавшийся в 483 году Флавий Цецина Деций Максим Василий Юниор. В начале правления Одоакра Пелагий обладал большим влиянием при королевском дворе, что позволило ему получить столь высокую должность. Возможно, он был среди тех римлян, кто поддержал провозглашение Одоакра правителем Италии после свержения тем последнего императора Ромула Августа. Скорее всего, своим возвышением Пелагий был обязан лично Одоакру: наряду с Либерием и Опилием он был одним из «новых людей» в высших кругах итальянской знати.
О дальнейшей судьбе Пелагия сведений не сохранилось.